# 진도 용장사 석조약사여래좌상
진도 용장사 석조약사여래좌상(珍島 龍蔣寺 石造藥師如來坐像)은 대한민국 전라남도 진도군, 용장사지에 있는 고려시대의 석조 약사여래 좌상이다. 1972년 1월 29일 전라남도의 유형문화재 제17호로 지정되었다.

## 개요
사각형의 대좌(臺座)위에 사각형 광배(光背)로 등에 붙이고 앉아 있는 약사불상이다.
머리칼은 두건처럼 묘사되었으며, 사각형의 큼직한 얼굴은 짙은 눈썹, 작은 눈, 긴 코, 알맞은 입 등으로 안정되고 투박한 모습이다. 가슴이 빈약하게 처리된 신체는 어깨와 팔이 두드러지게 표현되어 있으며, 하체는 너무 높고 커서 고려 불상의 독특한 비례감각을 보여주고 있다. 오른손을 내리고 왼손을 무릎 위에 올려 약그릇을 들고 있는 두 손과 무릎 위에 올려놓은 두 발의 투박하고 큼직한 표현은 신체 비례감각과 함께 불상의 모습을 무척 친근하게 보이게 한다. 凸형의 옷주름이 빈틈없이 표현된 옷은 양 어깨를 감싸고 있는데, 목깃을 U자모양으로 약간 내리면서 반전시켜 변화를 주고 있다. 대좌에는 연꽃무늬가 소박하게 묘사되어 있고, 광배는 의자의 등처럼 보이는데 도식적인 무늬가 새겨져 있다.
불상 좌우에는 본존불과 비슷한 인상으로, 상체는 벗고 하체에 치마를 입은 신라식 보살상이 서 있으나, 고려 불상 특유의 표현법을 보여주고 있어 이 불상은 고려시대에 만들어진 것으로 추정된다.

## 현지 안내문
이 석불상은 고려시대의 약사불상으로 원형이 많이 훼손되었다. 사각형 대좌 위에 광배를 등에 지고 앉아  있는 모습이다. 대좌에는 단판연꽃 무늬가 소박하게 묘사되어 있고, 광배는 의자의 등처럼 보이는데 세련된 무늬가 새겨져 있다.
현재의 모습은 지장보살처럼 민머리를 하고 있다.
얼굴은 둥글고 원만하며 짙은 눈썹, 작은 눈, 긴 코, 알맞은 입 등이 투박하지만 안정된 모습이다.
결가부좌로 앉아 있는 하체는 너무 높고 커서 비례감이 떨어지는 고려불상의 특징을 보여주고 있다. 오른 손을 내리고, 무릎 위에 올려놓은 두 발은 큼직하고 투박한 모양으로 친근감을 느끼게 한다. 양어깨에 옷을 두른 통견의 법의는 물결모양의 옷주름이 빈틈없이 촘촘하게 표현되어 고려불상 특유의 형식을 나타내고 있다.
좌우로 서 있는 두 보살상은 본존불과 비슷한 인상인데 상체는 벗고 하체는 군의을 입은 신라식 보살상을 나타내고 있다. 좌측편의 불상은 높이 1.64m로 얼굴은 시멘트로 보수하여 원형을 알 수 없다. 우편측의 불상은 높이 170cm로, 역시 얼굴형태를 알 수 없다.

## 같이 보기
- 진도 용장성 - 사적 제126호

## 참고 문헌
- 용장사석불좌상 - 국가유산청 국가유산포털